# Schienenförderanlage

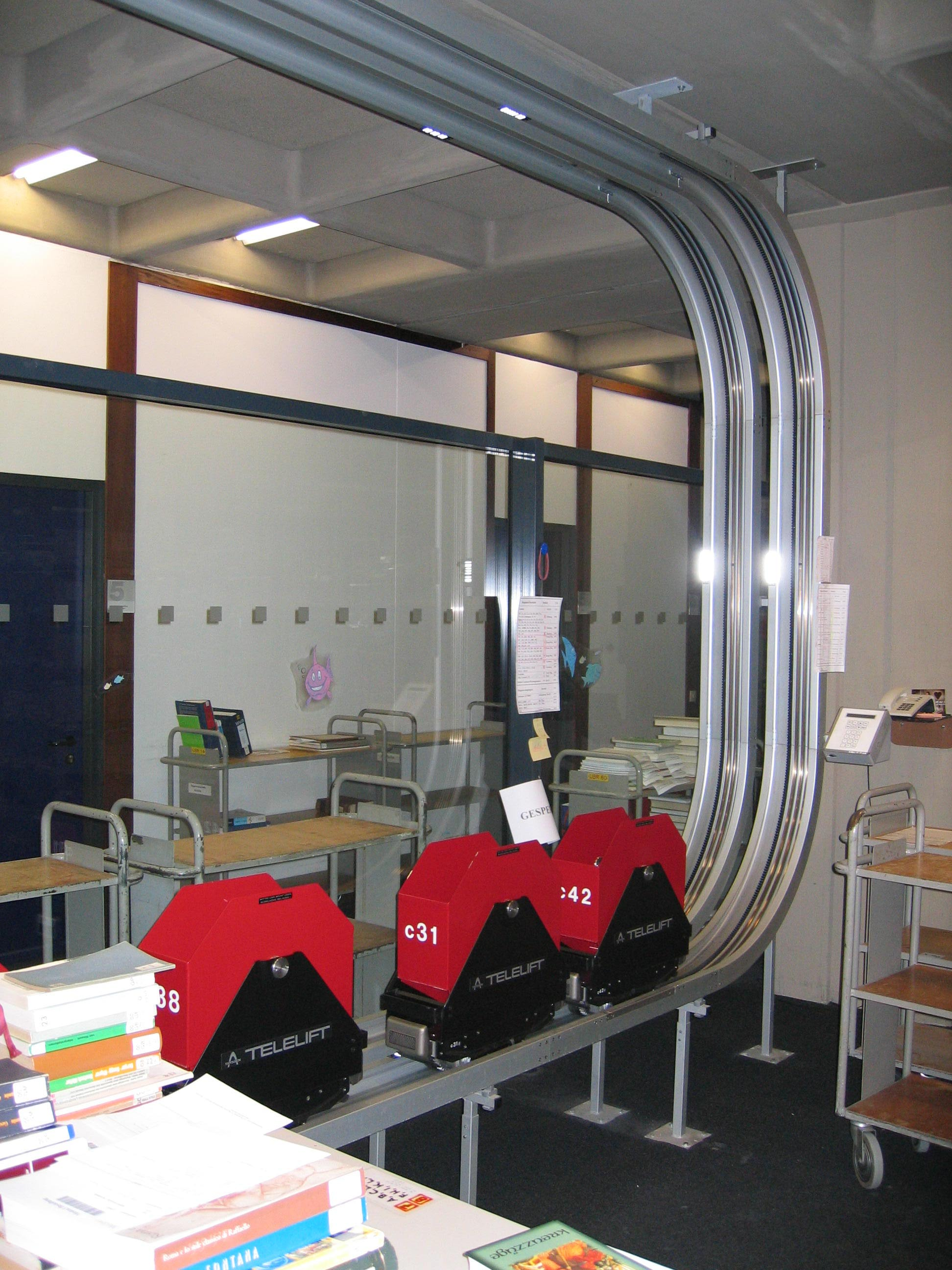
Schienenförderanlage in der Universitätsbibliothek Regensburg

Die Schienenförderanlage ist ein automatisches Transportsystem zur Beförderung von leichten Gütern bis ca. 50 kg in Gebäuden und Produktionsanlagen. Sie besteht aus fest im Gebäude installierten Profilschienen, Kurvenelementen, Bogenelementen und Umsetzweichen zur Änderung der Fahrtrichtung. Der Transport der Güter erfolgt durch selbstfahrende Behälter, die mit einem Elektromotor ausgerüstet sind. Schienenförderanlagen sind seit den 1960er Jahren im Einsatz und wurden erstmals durch die Firma Telelift gebaut.
Anfangs wurden Schienenförderanlagen zum Aktentransport und zur Postverteilung in Verwaltungsgebäuden konzipiert. Später kamen weitere Anwendungsgebiete hinzu, z. B. in Krankenhäusern (Laborproben, Medikamente), in Großbibliotheken (Bücher, Medien), in Großdruckereien (Beförderungsgut: Druckplatten), im Einzelhandel (Schuhe, Schmuck) und zur Materialzuführung bei der Automobilmontage.
Die Schienenförderanlage wurde in den 1970er Jahren durch die WDR-Kinderserie Lemmi und die Schmöker einem größeren Fernsehpublikum bekannt.
Schienenförderanlagen eignen sich für waagerechten und senkrechten Transport innerhalb von Gebäuden und Produktionsstätten. Bei den ersten Anlagen wurde das Fahrziel in der Sendestation durch Einstellen einer Zahlenkombination am Förderbehälter bestimmt. Seit den 1990er Jahren erfolgt die Zieladressierung durch Eingaben an einer Folientastatur oder einem Touchscreen. Die Behälter fahren in der Schienenförderanlage mit bis zu 1 m/s.
Durch ihre modulare Bauform können Schienenförderanlagen eine erhebliche Ausdehnung haben. Die Schienenförderanlage in der Französischen Nationalbibliothek in Paris besteht z. B. aus 6,6 Kilometer Profilschienen, 151 Zielbahnhöfen und 300 Behältern.